# Marcel Fischbach
Marcel Fischbach (* 22. August 1914 in Hollerich, Luxemburg; † 27. Juni 1980 ebenda) war ein luxemburgischer Journalist, Politiker der Chrëschtlech Sozial Vollekspartei (CSV) sowie Diplomat.

## Leben
Marcel Fischbach war nach einem Studium der Volkswirtschaftslehre an der Rheinischen Friedrich-Wilhelms-Universität Bonn seit 1939 als Journalist und Wirtschaftsredakteur bei der Tageszeitung Luxemburger Wort tätig. 1941 legte er seine Promotion an der Rechts- und Staatswissenschaftlichen Fakultät der Universität Bonn mit der Dissertation „Reformnotwendigkeit des Bauern-Erbrechtes in Luxemburg“ ab. Er begann seine politische Laufbahn nach Ende des Zweiten Weltkrieges in der Kommunalpolitik und war zwischen 1945 und 1964 Mitglied des Gemeinderates der Stadt Luxemburg. Kurz darauf wurde er bei der Kammerwahl 1945 für die Chrëschtlech Sozial Vollekspartei (CSV) zum Mitglied der Abgeordnetenkammer (Chambre des Députés) gewählt und gehört dieser mit einer kurzen Unterbrechung von 1958 bis 1959 ebenfalls bis 1964 an. Zugleich war er zwischen 1959 und 1964 als Vertreter der Chamber auch Mitglied des Europäischen Parlamentes.
Am 15. Juli 1964 wurde er als Minister für den Mittelstand (Ministre des Classes moyennes) und Verteidigungsminister (Ministre de la Force armée) in die Regierung Werner-Cravatte berufen. Zugleich fungierte er zwischen dem 15. Juli 1964 und dem 3. Januar 1967 als Vize-Außenminister (Ministre adjoint aux Affaires étrangères). Sein Rücktritt im Zuge der insbesondere vom Vorsitzenden der CSV-Fraktion, Romain Fandel, geführten Reform der Streitkräfte Luxemburgs am 3. Januar 1967, bei der der obligatorische Militärdienst abgeschafft und durch eine bis heute bestehende Berufsarmee ersetzt wurde, löste eine Regierungskrise aus und führte zur Umbildung der Regierung Werner-Cravatte.
Nach seinem Ausscheiden aus der Regierung wechselte Fischbach in den diplomatischen Dienst und war zunächst zwischen 1967 und 1973 als Botschafter in der Schweiz sowie zugleich in Österreich akkreditiert. Im Anschluss fungierte er als Nachfolger von Lambert Schaus von 1973 bis 1977 als Botschafter in Belgien und war zudem in dieser Zeit auch Ständiger Vertreter bei der NATO in Brüssel. Zuletzt löste er 1977 Nicolas Hommel als Botschafter in der Bundesrepublik Deutschland ab und verblieb auf diesem Posten bis 1979, woraufhin Georges Heisbourg seine Nachfolge antrat.
Sein Sohn ist der Jurist und Politiker Marc Fischbach, der ebenfalls Mitglied der Chamber und des Europäischen Parlaments, mehrmals Minister sowie zwischen 1998 und 2004 Richter am Europäischen Gerichtshof für Menschenrechte war.

## Veröffentlichungen
- Reformnotwendigkeiten des Bauern-Erbrechts in Luxemburg, 1941.
- Ons Grande-Duchesse an der Friemt, 1945.
- 125 Jahre „Luxemburger Wort“ – Verjüngung und Strahlung. Vom Wirken und Wachsen der Zeitung in den verflossenen 25 Jahren, 1973